# تپه چیا جی جو
تپه چیا جی جو مربوط به دوره اشکانیان -قرون میانه دوران‌های تاریخی پس از اسلام است و در شهرستان سلسله، بخش مرکزی، دهستان قلعه مظفری، روستای طرهانی سفلی واقع شده و این اثر در تاریخ ۲۲ اسفند ۱۳۸۵ با شمارهٔ ثبت ۱۸۲۶۳ به‌عنوان یکی از آثار ملی ایران به ثبت رسیده است.